# Berit Søder
Berit Søder, född Lindtner Næss 29 maj 1931 i Bergen, är en norsk skådespelare. Søder är dotter till kassör Birger Næss (1900–1976) och skådespelaren Randi Lindtner (1905–?) och syster till skådespelaren och regissören Arne Lindtner. Hon var gift med skådespelaren Rolf Søder från 1950 till hans död 1998.
Berit Søder filmdebuterade 1957 i Nils R. Müllers På slaget åtte. Hon medverkade 1962 i TV-filmen Det siste kvarter och 1964 i långfilmen Klokker i måneskinn. Hon var också scenskådespelare vid bland annat Folketeatret, Oslo Nye Teater, Nationaltheatret och från 1978 Filiokus Teatret.

## Filmografi
- 1957 – På slaget åtte
- 1962 – Det siste kvarter
- 1964 – Klokker i måneskinn